# Dynamic Force Control
DFC staat voor: Dynamic Force Control.
Dit is een digitaal ontstekingssysteem, gebruikt op de Husaberg enduro- en crossmodellen (motorfietsen) vanaf 1999 (de 400-, 501- en 600 cc FE, II FE-S, FE-E en FC-typen). Bij DFC controleert een microprocessor de ontstekingscurve en geeft vermogen naargelang de stand van de gashendel.